# Championnat du Cap-Vert de football 2022
Navigation
Saison précédente Saison suivante
La saison 2022 du Championnat du Cap-Vert de football est la quarante-et-unième édition de la première division capverdienne, le Campeonato Nacional. Après une phase régionale qualificative disputée sur chacune des neuf îles habitées de l'archipel, les onze meilleures équipes et le tenant du titre disputent le championnat national, joué en deux phases :
- une phase de poules (trois poules de quatre équipes) dont les premiers et le meilleur deuxième accèdent à la phase finale
- une phase finale à élimination directe (demi-finales et finale) en matchs aller et retour qui détermine le vainqueur du championnat

Le club de Associação Académica do Mindelo remporte son deuxième titre de champion.

## Les clubs participants
- Île de Boavista :
  - Associação Académica e Operária
- Île de Brava :
  - Sport Clube Morabeza
- Île de Fogo :
  - Botafogo Futebol Clube
- Île de Maio :
  - Barreirense Futebol Clube
- Île de Sal :
  - Grupo Desportivo Palmeira
- Île de Santiago :
  - Grupo Desportivo Varandinha (zone Nord)
  - Associação Académica da Praia (zone Sud) champion sortant
- Île de Santo Antão :
  - Rosariense Desportivo Clube (zone Nord)
  - Académica do Porto Novo (zone Sud)
- Île de São Nicolau:
  - Futebol Clube de Ultramarina
- Île de São Vicente:
  - Clube Sportivo Mindelense (champion en titre)
  - Associação Académica do Mindelo (vice-champion)

## Compétition

### Phase de poules
Le barème utilisé pour établir le classement est le suivant :
- Victoire : 3 points
- Match nul : 1 point
- Défaite, forfait ou abandon : 0 point

| Rang | Équipe                       | Pts | J | G | N | P | Bp | Bc | Diff |
| ---- | ---------------------------- | --- | - | - | - | - | -- | -- | ---- |
| 1    | Rosariense Desportivo Clube  | 16  | 6 | 5 | 1 | 0 | 12 | 3  | +9   |
| 2    | Sporting Clube da Praia      | 9   | 6 | 3 | 0 | 3 | 10 | 10 | 0    |
| 3    | Grupo Desportivo Varandinha  | 7   | 6 | 2 | 1 | 3 | 4  | 5  | -1   |
| 4    | Futebol Clube de Ultramarina | 3   | 6 | 1 | 0 | 5 | 3  | 11 | -8   |

| Rang | Équipe                          | Pts | J | G | N | P | Bp | Bc | Diff |
| ---- | ------------------------------- | --- | - | - | - | - | -- | -- | ---- |
| 1    | Grupo Desportivo Palmeira       | 13  | 6 | 4 | 1 | 1 | 10 | 5  | +5   |
| 2    | Associação Académica e Operária | 8   | 6 | 2 | 2 | 2 | 2  | 5  | -3   |
| 3    | Sport Clube Morabeza            | 6   | 6 | 1 | 3 | 2 | 5  | 4  | +1   |
| 4    | Académica do Porto Novo         | 5   | 6 | 1 | 2 | 3 | 5  | 8  | -3   |

| Rang | Équipe                          | Pts | J | G | N | P | Bp | Bc | Diff |
| ---- | ------------------------------- | --- | - | - | - | - | -- | -- | ---- |
| 1    | Associação Académica do Mindelo | 11  | 6 | 3 | 2 | 1 | 13 | 8  | +5   |
| 2    | Botafogo Futebol Clube          | 9   | 6 | 2 | 3 | 1 | 8  | 6  | +2   |
| 3    | Clube Sportivo Mindelense T     | 7   | 6 | 2 | 1 | 3 | 3  | 7  | -4   |
| 4    | Barreirense Futebol Clube       | 5   | 6 | 1 | 2 | 3 | 5  | 8  | -3   |

Les trois vainqueurs de groupe et le meilleur deuxième se qualifient pour la phase finale.

### Phase finale

#### Demi-finales
| Équipe 1                        | Résultat | Équipe 2                    | Aller | Retour |
| ------------------------------- | -------- | --------------------------- | ----- | ------ |
| Associação Académica do Mindelo | 6 - 2    | Rosariense Desportivo Clube | 2 - 2 | 4 - 0  |
| Botafogo Futebol Clube          | 0 - 1    | Grupo Desportivo Palmeira   | 0 - 0 | 0 - 1  |

#### Finale
| 9 juillet 2022 | Associação Académica do Mindelo | 1 - 0 | Grupo Desportivo Palmeira | Estádio Arsénio Ramos |  |
|                |                                 |       |                           |                       |  |

## Bilan de la saison
| Championnat du Cap-Vert de football 2022 |                                            |
| Champion                                 | Associação Académica do Mindelo (2e titre) |
| Coupes et trophées                       |                                            |
| Vainqueur de la Coupe du Cap-Vert 2022   | CD Travadores                              |
| Qualifications continentales             |                                            |
| Ligue des champions de la CAF 2022-2023  | aucun                                      |
| Coupe de la confédération 2022-2023      | aucun                                      |
| Promotions et relégations                |                                            |
| Promus en Campeonato Naçional            | Aucun                                      |
| Relégués                                 | Aucun                                      |